# 内閣府特命担当大臣（食品安全担当）
内閣府特命担当大臣（食品安全担当）（ないかくふとくめいたんとうだいじん しょくひんあんぜんたんとう）は、従来設置されていた日本の国務大臣。内閣府特命担当大臣の一つ。食品安全担当大臣と通称されていた。2009年9月1日以降は、内閣府特命担当大臣（消費者及び食品安全担当）の事務の一部となっている。

## 概要
日本の内閣府に置かれていた内閣府特命担当大臣の一つである。内閣府食品安全委員会などの食品安全行政を所管していた。
内閣府特命担当大臣は担当する諸課題により柔軟に設置できるため、政権により増減や変動があり、その役職名は必ずしも一致しないが、食品安全担当大臣は、食品安全委員会の設置準備段階から継続的に置かれていた。2009年9月に消費者庁が設置された際に、食品安全、内閣府設置法の双方を担当する内閣府特命担当大臣が、必置とされた。
なお、消費者庁の設置直後は、野田聖子 国務大臣への内閣府特命担当大臣（食品安全担当）の発令はそのままとし、別途、内閣府特命担当大臣（消費者担当）を兼務として発令したが、 2009年9月16日の鳩山由紀夫内閣では、消費者及び食品安全担当大臣とされており、食品安全行政だけではなく消費者行政も所管し、より広範な業務を担当している。

## 沿革
BSE問題など食の安全が社会問題化したことを受け、第1次小泉内閣で食品安全委員会の設置が俎上に上るようになった。第1次小泉内閣では、国家公安委員会委員長と防災担当大臣を兼任していた村井仁に対し、食品安全委員会（仮称）担当の特命事項を兼任するよう命じた。続く第1次小泉第1次改造内閣では、食品安全委員会（仮称）担当に谷垣禎一が就いた。
同内閣にて食品安全委員会が正式に発足したことを受け、谷垣は食品安全委員会（仮称）担当の任を解かれ、同時に「食品安全担当大臣」に任じられた。更に第1次小泉第2次改造内閣にて「内閣府特命担当大臣（食品安全担当）」に改称され、小野清子が就任した。以降の内閣においても内閣府特命担当大臣（食品安全担当）が設置されたが、消費者庁設置以後、食品安全と消費者行政が一括され、「内閣府特命担当大臣（消費者及び食品安全担当）」が設置されたため、食品安全担当大臣は消費者担当大臣と統合された。

## 歴代大臣
| 代                                                                                                  | 氏名                                                                                                | 氏名                                                                                                | 内閣                                                                                                | 就任日                                                                                              | 退任日                                                                                              | 備考                                                                                                |
| 国務大臣（食品安全委員会（仮称）等の企画立案を 円滑に推進するため行政各部の所管する事務の調整担当） | 国務大臣（食品安全委員会（仮称）等の企画立案を 円滑に推進するため行政各部の所管する事務の調整担当） | 国務大臣（食品安全委員会（仮称）等の企画立案を 円滑に推進するため行政各部の所管する事務の調整担当） | 国務大臣（食品安全委員会（仮称）等の企画立案を 円滑に推進するため行政各部の所管する事務の調整担当） | 国務大臣（食品安全委員会（仮称）等の企画立案を 円滑に推進するため行政各部の所管する事務の調整担当） | 国務大臣（食品安全委員会（仮称）等の企画立案を 円滑に推進するため行政各部の所管する事務の調整担当） | 国務大臣（食品安全委員会（仮称）等の企画立案を 円滑に推進するため行政各部の所管する事務の調整担当） |
| --------------------------------------------------------------------------------------------------- | --------------------------------------------------------------------------------------------------- | --------------------------------------------------------------------------------------------------- | --------------------------------------------------------------------------------------------------- | --------------------------------------------------------------------------------------------------- | --------------------------------------------------------------------------------------------------- | --------------------------------------------------------------------------------------------------- |
| 1                                                                                                   | | 村井仁                                                                                              | 第1次小泉内閣                                                                                       | 2002年6月11日                                                                                       | 2002年9月30日                                                                                       | |
| 2                                                                                                   | | 谷垣禎一                                                                                            | 第1次小泉第1次改造内閣                                                                              | 2002年11月8日                                                                                       | 2003年7月1日                                                                                        | |
| 食品安全担当大臣                                                                                    | | | | | | |
| 1                                                                                                   | | 谷垣禎一                                                                                            | 第1次小泉第1次改造内閣                                                                              | 2003年7月1日                                                                                        | 2003年9月22日                                                                                       | |
| 内閣府特命担当大臣（食品安全担当）                                                                  | | | | | | |
| 2                                                                                                   | | 小野清子                                                                                            | 第1次小泉第2次改造内閣                                                                              | 2003年9月22日                                                                                       | 2003年11月19日                                                                                      | |
| 3                                                                                                   | 第2次小泉内閣                                                                                       | 小野清子                                                                                            | 2003年11月19日                                                                                      | 2004年9月27日                                                                                       | 再任                                                                                                | |
| 4                                                                                                   | | 棚橋泰文                                                                                            | 第2次小泉改造内閣                                                                                   | 2004年9月27日                                                                                       | 2005年9月21日                                                                                       | |
| 5                                                                                                   | 第3次小泉内閣                                                                                       | 棚橋泰文                                                                                            | 2005年9月21日                                                                                       | 2005年10月31日                                                                                      | 再任                                                                                                | |
| 6                                                                                                   | | 松田岩夫                                                                                            | 第3次小泉改造内閣                                                                                   | 2005年10月31日                                                                                      | 2006年9月26日                                                                                       | |
| 7                                                                                                   | | 高市早苗                                                                                            | 第1次安倍内閣                                                                                       | 2006年9月26日                                                                                       | 2007年8月27日                                                                                       | |
| 8                                                                                                   | | 泉信也                                                                                              | 第1次安倍改造内閣                                                                                   | 2007年8月27日                                                                                       | 2007年9月26日                                                                                       | |
| 9                                                                                                   | 福田康夫内閣                                                                                        | 泉信也                                                                                              | 2007年9月26日                                                                                       | 2008年8月2日                                                                                        | 再任                                                                                                | |
| 10                                                                                                  | | 野田聖子                                                                                            | 福田康夫改造内閣                                                                                    | 2008年8月2日                                                                                        | 2008年9月24日                                                                                       | |
| 11                                                                                                  | 麻生内閣                                                                                            | 野田聖子                                                                                            | 2008年9月24日                                                                                       | 2009年9月16日                                                                                       | 再任                                                                                                | |
| （鳩山由紀夫内閣以降、消費者及び食品安全担当大臣）                                                  | | | | | | |

- 2003年7月1日に内閣府食品安全委員会が発足するまでは、国務大臣に対する特命事項として「食品安全委員会（仮称）担当」の発令があった。あくまで国務大臣に対する特命事項であり、特命担当大臣とは扱いが異なるが、後に設置された「食品安全担当大臣」と所管業務はほぼ同様であるため、便宜上掲載した。
- 2003年7月1日の内閣府食品安全委員会発足に伴い、内閣府特命担当大臣としての担当事項の発令が開始された。第1次小泉第1次改造内閣では「食品安全担当大臣」、第1次小泉第2次改造内閣以降では「内閣府特命担当大臣（食品安全担当）」というように、役職名の表記に差異はあるが、法的には同質であり、代数は連番としている。